# Hadera
Pour l’article ayant un titre homophone, voir Adera.
Hadera (חדרה)  est une ville du nord d'Israël, dans le district de Haïfa. La cité est longée par un rivage de sept kilomètres de 
plages que borde la mer Méditerranée, étant située à mi-chemin entre Haïfa et Tel Aviv-Jaffa. La station balnéaire est arrosée par le Nahal Hadera qui se jette dans la mer Méditerranée par une modeste embouchure.

l’immobilier neuf est en ébullition sur la commune.

## Histoire
Hadera fut appelée « la verte » en 1891 lorsqu'elle fut rachetée à un effendi arabe qui accepta de vendre 30 000 dounams à Yehoshua Hankin pour en faire une colonie agricole à partir de 1895 par la venue de Juifs du Yémen. Ces derniers furent décimés par le paludisme freinant l'œuvre d'assainissement des marais de Hadera.
Au moment où les nouveaux pionniers de la seconde Alyah arrivèrent à Hadera, ils s'organisèrent pour fonder le premier kibboutz nommé « Degania » (en français : le bleuet) en 1909, avec un groupe de douze pionniers. Ils poursuivirent les travaux d'assainissement des marécages alentours, infestés de moustiques porteurs de la malaria, et continuèrent la plantation d'eucalyptus en aménageant la Forêt de Hadera au sud-ouest de la ville.
Dans les décennies suivantes, les travaux agricoles transformèrent la région marécageuse de Hadera en riche terre agricole grâce également à la mise en place de canaux de drainage des marais vers le Nahal Hadera et la mer Méditerranée.
À la suite de la guerre israélo-arabe de 1948/1949, un camp de transit pour immigrants venant des pays de l'Orient y a été établi (en hébreu, ma'abarah ).
En 1952, Hadera est devenue une ville en tant que telle, avec une superficie totale de 53 000 dounams. C'est près de Hadera, dans le quartier balnéaire de Givat Olga que Hankin établit un centre de vacances pour les enfants juifs démunis ou orphelins. De cet établissement de vacances, reste un café qui porte son nom et qui témoigne de l'histoire de la ville de Hadera et de Hankin.
Par la suite, Hadera devint la ville de référence en matière d'innovation et de ravitaillement en Israël, incluant la mode et toutes sortes de commerces. Elle devint aussi une ville bourgeoise citée en exemple. Ce n'est qu'en 1952 que la ville fut nommée Hadera.
Un attentat à l'arme à feu frappe la ville le 27 mars 2022. Deux Arabes israéliens, venant de la ville d'Umm al Fahm - qui étaient membres de l'État islamique, selon le service de renseignements intérieurs " Shin Bet " - tirent à l'aveuglette contre des Israéliens, avant d'être été abattus par des membres de la police des frontières (Mishmar Ha Gvul). Le bilan de cet attentat terroriste est de deux policiers tués, membres de la police des frontières, jeunes engagés de 19 ans (Shirel Aboukarat, franco-israélienne, née à Marseille et venue de France à l'âge de 6 ans, engagée depuis six mois et Yezen Falah, - un an de service - Druze qui s'est interposé comme sa collègue juive, sauvant de nombreuses vies, au prix de la leur) et de douze blessés, dans la population,,.

## Économie et société
Sa topographie plane est un avantage pour les habitants qui apprécient les promenades sans efforts aussi bien en campagne que sur le bord de la plage longue de 7 km. C'est également dans ce quartier proche de la mer nommé Givat Olga, que la compagnie électrique Havrat Hachmal y installe son usine à charbon, desservant 50 % du pays en électricité. Longtemps équipée de trois cheminées considérées comme le symbole de la ville, elle se voit allouer une cheminée supplémentaire « écologique » dans le courant de l'année 2012, vouée à épurer l'air qui s'évacue des cheminées actuelles. Un air plus pur, pour les habitants de la ville et des environs.
Hadera disposait jusqu'en 2010 de la plus grosse usine de dessalement d'eau de mer du monde.
En 2012, une innovation a vu le jour : un programme pilote de recyclage des déchets, objectif que s'est fixé le maire de la ville, en plus du tri des ordures ménagères déjà mis en place il y a quelques années. Ce sont des tonnes de compost venant des cuisines des particuliers qui ont vu le jour depuis la fin de l'été 2012.
Économiquement Hadera, est une ville en pleine expansion ; commerces, entreprises, industriels se développent à vive allure, étant donné la situation géographique stratégique, au milieu du pays, très avantageuse. Les accès à la ville sont multiples : chemin de fer, autoroutes (la 2, la 4 et la 6). Hadera est la seule ville du pays où les points de jonction entre les autoroutes sont les plus rapprochés : il s'agit là  d'un avantage énorme en cas d'embouteillages, ou de fermetures momentanées des routes. En 2010, Hadera disposait de la plus grande usine de dessalement d'eau de mer du monde, basée sur la technologie de l'osmose inverse plus chère à l'investissement mais offrant un fonctionnement avec une bien plus faible consommation d'énergie.
En ce qui concerne la scolarisation, Hadera se différencie par son système scolaire pilote, où toutes sortes d'écoles figurent en bonne place entre l'innovation et la diversification. Hadera compte en son sein l'une des deux écoles démocratiques inscrites dans le pays (l'autre existant à Jérusalem).
Est également présente depuis quelques années : l'université de la science Technoda qui dispense des cours de science et d'astronomie en partenariat avec toutes les écoles de la ville, de façon à faire bénéficier certains enfants de cours spécifiques dans le cadre de l'emploi du temps scolaire ou bien d'autres enfants en activités extra-scolaires. Un observatoire doté d'un télescope géant attire des scientifiques israéliens comme venant de pays étrangers et fait la fierté de ses habitants.
Démographiquement, la population augmente de façon significative depuis 2006. Elle est hétérogène et tous les pays y sont représentés : Russes, Français, Marocains, Éthiopiens, Kafkazes…
Hadera, en édifices religieux, compte uniquement des synagogues. En effet, la population est juive à 99 %, composée de religieux, de non-religieux, de habads, d'orthodoxes, de bresslevs, etc.

## Personnalités liées à la ville
- Emanuel Gat chorégraphe de danse contemporaine né à Hadera en 1969.
- Ora Namir (1930-2019), née à Hadera, députée, ministre de l'Environnement, ministre du Travail et de la Protection sociale, ambassadrice.
- Sarit Hadad y est née en 1978.
- Moshe Kahlon, politicien, originaire de Givat Olga.
- Dow Paisikovic survivant de la Shoah.
- Shlomo Gronich, musicien
- Baruch Shmailov (né en 1994), judoka
- Alon Stein (né en 1978), joueur de basketball

## Jumelages
- Besançon (France) depuis 1964 ;
- Saint Paul (États-Unis) depuis 1981 ;
- Nuremberg (Allemagne) depuis 1995 ;
- El Paso (États-Unis) ;
- Big Spring (États-Unis) depuis 2004 ;
- Derbent (Russie) depuis 2006 ;
- Charlotte (États-Unis) depuis 2008 ;
- Haren (Pays-Bas) ;
- Rizhao (Chine).